# عملية بخارى (1920)
كانت عملية بخارى (1920) نزاعًا عسكريًا بين جمهورية روسيا الاتحادية الاشتراكية السوفيتية والشباب البخاريين ضد إمارة بخارى الاسلامية بقيادة امراء بخاري و احد ابرز القادة انور باشا والذي كان قائد عثماني استمرت الحرب بين 28 أغسطس و 2 سبتمبر 1922 ، وانتهت بهزيمة إمارة بخارى الاسلامية، وانتصار جمهورية روسيا الاتحادية الاشتراكية السوفيتية والتي حلت محلها جمهورية بخارى السوفيتية الشعبية التي تسيطر عليها روسيا الاتحادية الاشتراكية السوفيتية .